# テトリスオンライン・ジャパン
テトリスオンライン・ジャパン株式会社（Tetrisonline Japan Inc.）は日本のゲーム会社。

## 概要
テトリスなどの日本における版権やライセンスの管理のため2005年12月に設立。
2007年5月から2011年7月5日（実質的には7月1日）まで、テトリスなどのゲームをインターネット上で遊べるサービス『テトリスオンライン』を広告収入やアイテム課金などによって提供していた。
設立当初の住所は〒810-0001 福岡市中央区天神1丁目3番38号 天神121ビル7階だったが、2008年か2009年頃に移転している。
2011年7月1日の『テトリスオンライン』サービス終了後、会社自体のサイトも停止した。